# The New Raemon
The New Raemon es una banda española de pop rock e indie pop que canta en castellano. Están en activo desde el año 2008 y proceden de Barcelona. Está encabezada por el músico catalán Ramón Rodríguez como voz y guitarra y acompañado por Pep Masiques, que toca el bajo; Pablo Garrido, que es el guitarra eléctrica, Salvador D'Horta a la batería y Marc Prats como teclista.

## Historia
Antes de crear The New Raemon, Ramón Rodríguez estuvo embarcado en distintos grupos. El primero de ellos, en el año 1998 fue Madison, junto con dos amigos, Pep Masiques y Lluís Cots, y Capi y Adam Vives. Con Madison, publica dos maquetas que tuvieron cierta repercusión dentro de la escena independiente de nuestro país. Tras su segunda maqueta, Ramón crea el sello Cydonia Records,  en la que editan ya como Madee, el LP "Song from Cydonia". Este trabajo llama la atención de la discográfica BCore Disc, que coedita el álbum y que estará presente en toda la trayectoria de Ramón Rodríguez.
En el año 2006, Ramón Rodríguez arranca el proyecto Ghouls'n'Ghosts junto con sus amigos Santi y Víctor García y publican el trabajo 'Ghouls'n'Ghost (Aloud Music, 2006). El año 2007 compagina el trabajo en Madee y en Ghouls'n'Ghosts con la participación como músico en la compañía de danza La Intrusa.
Es en 2008 cuando Ramón Rodríguez crea The New Raemon entre el pop indie y el folk. En este nuevo proyecto, Ramón se acompaña de Ricky Falkner y Ricky Lavado, de Standstill, a la batería y el bajo, respectivamente. El primer trabajo como The New Raemon es "A Propósito de Garfunkel" (Cydonia/BCore Disc, 2008) y recibe una buena acogida por público y crítica.
Pocos meses después, Ramón Rodríguez regresa con un nuevo trabajo, "La Invasión de los Ultracuerpos" (BCore Disc, 2008), trabajo producido por Ricky Falkner y Jordi C. Conrchs. Este trabajo se publica únicamente en formato vinilo con ilustraciones de Martín Romero y consta de cinco nuevos temas y una versión, "Mano izquierda", de sus compañeros de sello Nueva Vulcano. Este trabajo presenta la cara más oscura del nuevo proyecto de Ramón Rodríguez y constituye un canto al desamor en el que se dibuja un mapa detallado de la ruptura amorosa.
En octubre de 2009 The New Raemon llega con un nuevo disco, “La Dimensión Desconocida” (B-Core, 2009)]. Compuesto por diez nuevos temas, tiene como rasgo fundamental un sonido más próximo al concepto de banda, donde los músicos que en sus conciertos han acompañado a este nuevo proyecto de Ramón Rodríguez se vuelven presencia destacada en el álbum y esconden un poco aquella silueta de cantautor que dibujaban los proyectos anteriores.
En febrero de 2010, The New Raemon lanza un nuevo EP: "Cuaresma" (B-Core, 2010), compuesto por tres temas propios y tres versiones, donde mantienen la estela iniciada con "La Dimensión Desconocida", escribiendo como cantautor y sonando como grupo.
Ramón decide cerrar una primera etapa muy fructifera con el recopilatorio "Epés Reunidos" (B-Core, 2010)] que recoge todos sus corta duración editados en vinilo. Este recopilatorio incluye además material no publicado anteriormente como la versión de “Aquest cony de temps” junto a Lluís Gavaldà de Els Pets, la revisión de “En ningún lugar” junto a Charades, la remezcla que hace Pau Vallvé de “A propósito del asno”, la versión que hace Manos de Topo de su “Sucedáneos” o “La dimensión desconocida” interpretada por Maga. Junto a lo anterior, se incluye también el tema inédito  “¡Retirada!” y una versión del “Pollo frito” de Manos de Topo.
En el 2011 presenta un nuevo LP, "Libre Asociación" (BCore Disc, 2011). Diez canciones, poco más de media hora de intensidad y dinamismo. También se asocia con Francisco Nixon y Ricardo Vicente para grabar "El Problema de los Tres Cuerpos (Cydonia /Playas de Normandía, 2011).
Septiembre del 2012 nos descubre "Tinieblas, por Fin" (Marxophone, 2012), una nueva entrega, esta vez en solitario, que recoge, en palabras de Ramón: “Canciones sobre la constatación de que ya sólo existen dos bandos: el de los poderosos y el de todos los demás”.
En el año 2013 se une a Maria Rodés y a Martí Sales para crear Convergencia i Unió (B-Core, 2013), producido por Paco Loco y en el que cuentan además con la participación de Marc Clos a las percusiones y de la voz de Clara Vinyals.

## Formación
- Ramón Rodríguez: Voz y guitarra.
- Pep Masiques: Bajo
- Pablo Garrido: Guitarra
- Salvador D'Horta: Batería
- Marc Prats: Teclado

## Discografía
| Año  | Título                          | Formato                                    | Discográfica                |
| 2008 | A propósito de Garfunkel        | LP                                         | BCore Disc                  |
| 2008 | La invasión de los ultracuerpos | EP                                         | BCore Disc                  |
| 2009 | La dimensión desconocida        | LP                                         | BCore Disc                  |
| 2010 | Cuaresma                        | EP                                         | BCore Disc                  |
| 2010 | Epés Reunidos                   | LP                                         | BCore Disc                  |
| 2011 | Libre Asociación                | LP                                         | BCore Disc                  |
| 2011 | El Problema de los Tres Cuerpos | LP (con Francisco Nixon y Ricardo Vicente) | Cydonia/Playas de Normandía |
| 2012 | Tinieblas, por fin              | LP                                         | Marxophone                  |
| 2013 | Convergència i Unió             | LP (con Maria Rodés y Martí Salés)         | BCore Disc                  |
| 2015 | Oh, rompehielos                 | LP                                         | BCore Disc                  |
| 2015 | El Yeti                         | LP                                         | BCore Disc                  |
| 2016 | LLuvia y Truenos                | LP                                         | BCore Disc                  |
| 2020 | Coplas del andar torcido        | LP                                         | BCore Disc                  |
| 2023 | Postales de invierno            | LP                                         | Cielos Estrellados          |
| 2025 | Ocurrimos lejos                 | LP                                         | BCore Disc                  |